# Награда Књижевни вијенац Козаре
Награда Књижевни вијенац Козаре је српска књижевна награда за животно дело, која се од 2002. додјељује у оквиру манифестације Књижевни сусрети на Козари. 
Награду додељује Град Приједор. Покровитељ манифестације је Министарство просвјете и културе Републике Српске, односно Влада Републике Српске. Награда се додјељује сваке треће године, на Мраковици.

## Жири
Жири који бира добитника награде су 2011. чинили Добрица Ерић, Љубивоје Ршумовић и Ранко Павловић.

## Награђени
| Година | Добитник             | Реф.  |
| ------ | -------------------- | ----- |
| 2002.  | Стеван Раичковић     | [ 3 ] |
| 2005.  | Светозар Кољевић     | [ 3 ] |
| 2008.  | Матија Бећковић      | [ 3 ] |
| 2011.  | Драган Колунџија     | [ 2 ] |
| 2014.  | Љубивоје Ршумовић    | [ 4 ] |
| 2017.  | Милован Данојлић     | [ 5 ] |
| 2020.  | Драгослав Михаиловић | [ 6 ] |